# Храм Рождества Христова в Измайлове
Храм Рождества́ Христо́ва в Изма́йлове — православный храм в районе Измайлово города Москвы. Входит в состав Рождественского благочиния Московской епархии Русской православной церкви. Памятник архитектуры.
Храм освящён в честь Рождества Христова — одного из главных христианских праздников. Церковь освящена в конце 1678 — начале 1679 года патриархом Иоакимом, являлась (наряду с Покровской церковью и ныне разрушенной церковью царевича Иоасафа) храмом царской резиденции Измайлово.

## Архитектура и иконостас

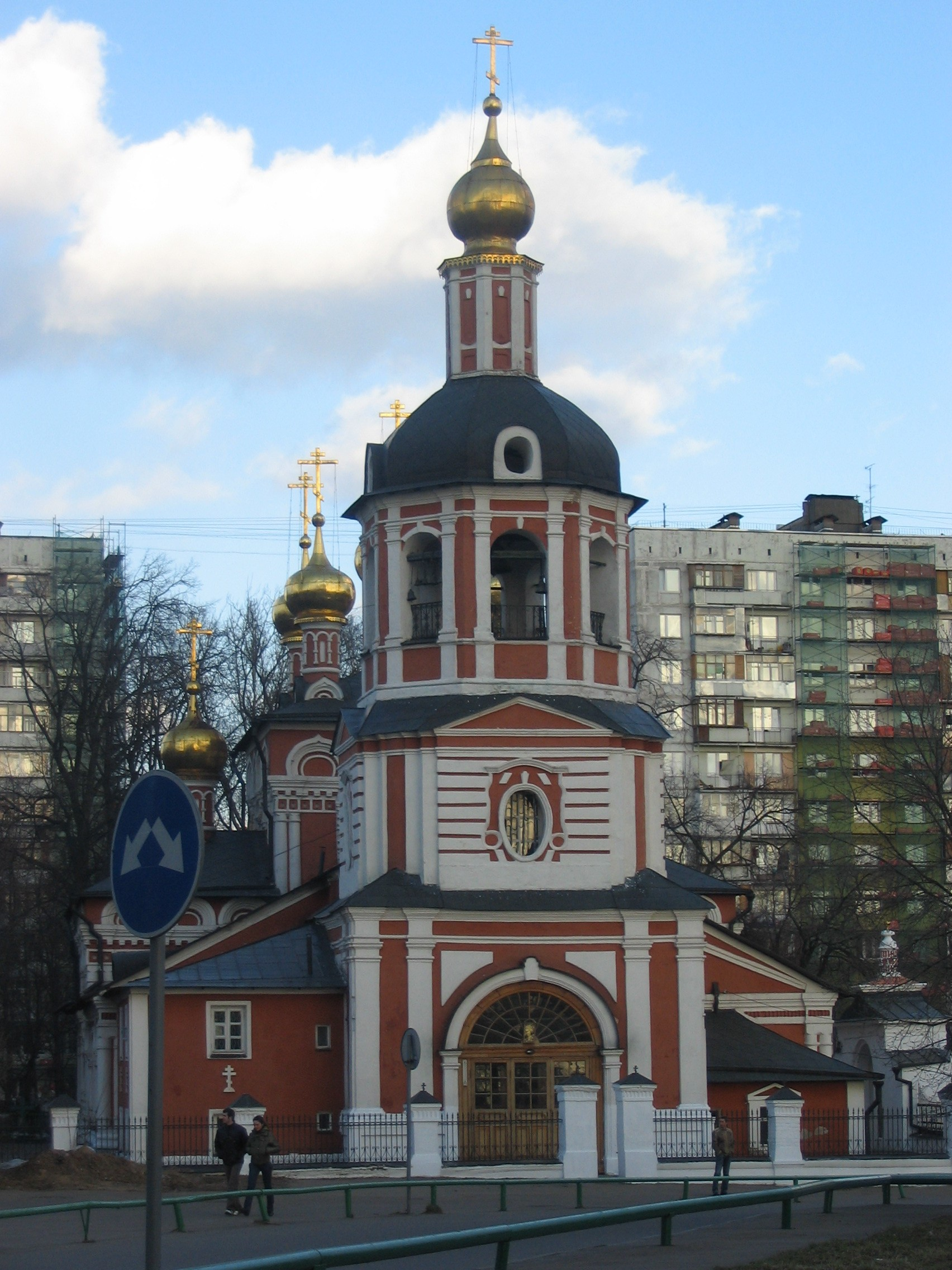
Колокольня начала XVIII века, западный фасад

Построен артелью костромских зодчих на месте временной деревянной церкви. Имеет три яруса кокошников и пять глав. С севера и с юга к главному объёму храма примыкают одноглавые кубические приделы. В конце XVII века пристроена двустолпная палата — трапезная часть храма, а в начале XVIII века барочная колокольня и паперть.
Композиция храма симметрична, объём состоит из бесстолпного двусветного четверика, боковых приделов с главками (в честь Казанской иконы Божьей Матери и святого Николая) и двустолпной трапезной. Пространство внутри храма объединено с пространством приделов при помощи широких, во всю ширину боковых стен, арочных проёмов, что необычно для храмов XVII века.
Декор фасадов включает сложный венчающий карниз, спаренные угловые колонки, пышные оконные наличники со стрельчатыми кокошниками, перспективные порталы с «дыньками». Оформление колокольни характерно для архитектуры барокко петровского времени и включает обработку стен рустом, люкарны, овальные окна, обрамлённые волютами.
Три иконостаса храма также созданы костромским мастером (Сергий Рожков) в 1678 году. В 1735 году по распоряжению Анны Иоанновны иконы поновлены (цеховым иконописцем Ф. Пискулиным), а в середине XIX века иконостасы и киоты украшены резьбой.

## Почитаемые иконы
В церкви с 1804 года находится почитающийся как чудотворный Измайловский список иконы Божией Матери «Иерусалимская» (почитание с 1771 года, в связи с событиями московской эпидемии чумы и Чумного бунта; в память об этих событиях летом отмечается второе престольное празднество храма). В 1854—1927 годах икона находилась в Покровском соборе Измайлова, ныне хранится в южном приделе храма. Сам список выполнен, по одним данным, в Оружейной палате Кремля в 1649 году, по другим — в 1670-е годы для дворцовой церкви царевича Иоасафа. В церкви имеется ряд других почитаемых икон: Владимирская с частицей мощей апостола Фомы, иконы «Благодатное Небо», «Спас Нерукотворный», «Спас Смоленский», вмч. Пантелеимон (афонского письма), иконы Иоасафа Белгородского и мученика Трифона с частицами мощей.
Имущество церкви дважды подвергалось серьёзному разграблению: в войну 1812 года (когда в Измайлове стояли французы) и после революции.

## История
История церкви началась с появлением Новой слободы села Измайлова, куда для строительства и обслуживания царской резиденции переселили крестьян из Костромского, Валдайского, Переяславского, Алаторского и других уездов. Находилась Новая слобода в районе современных Никитинской, 3-й Прядильной улиц и Измайловского проезда.
В годы Советской власти церковь непрерывно оставалась действующей. В 1935—1937 годах в церкви служил протоиерей Павел Ансимов, расстрелянный в 1937 году и канонизированный в 2005 году как священномученик. В 1940-х в церкви служил будущий архимандрит Иоанн (Крестьянкин) (в октябре 1945 года здесь он был рукоположён во иерея), в 1950 году арестованный за активную проповедническую деятельность; впоследствии архимандрит Иоанн присылал иконы в подарок «колыбели своего священнического служения». В те же годы практику чтеца в храме проходил будущий протоиерей Николай Голубцов. В день Иерусалимской иконы (12 (25) октября) в разные годы службы в храме служили патриархи Алексий I, Пимен, Алексий II.

## Современное состояние
Настоятель (с 1982 года) — митрофорный протоиерей Леонид Ролдугин, является благочинным Рождественского благочиния.
Рядом с церковью — Измайловское кладбище, где похоронены многие священники, служившие в церкви (ныне захоронения не производятся). При храме действуют воскресная школа и детский хор.

## Фотографии

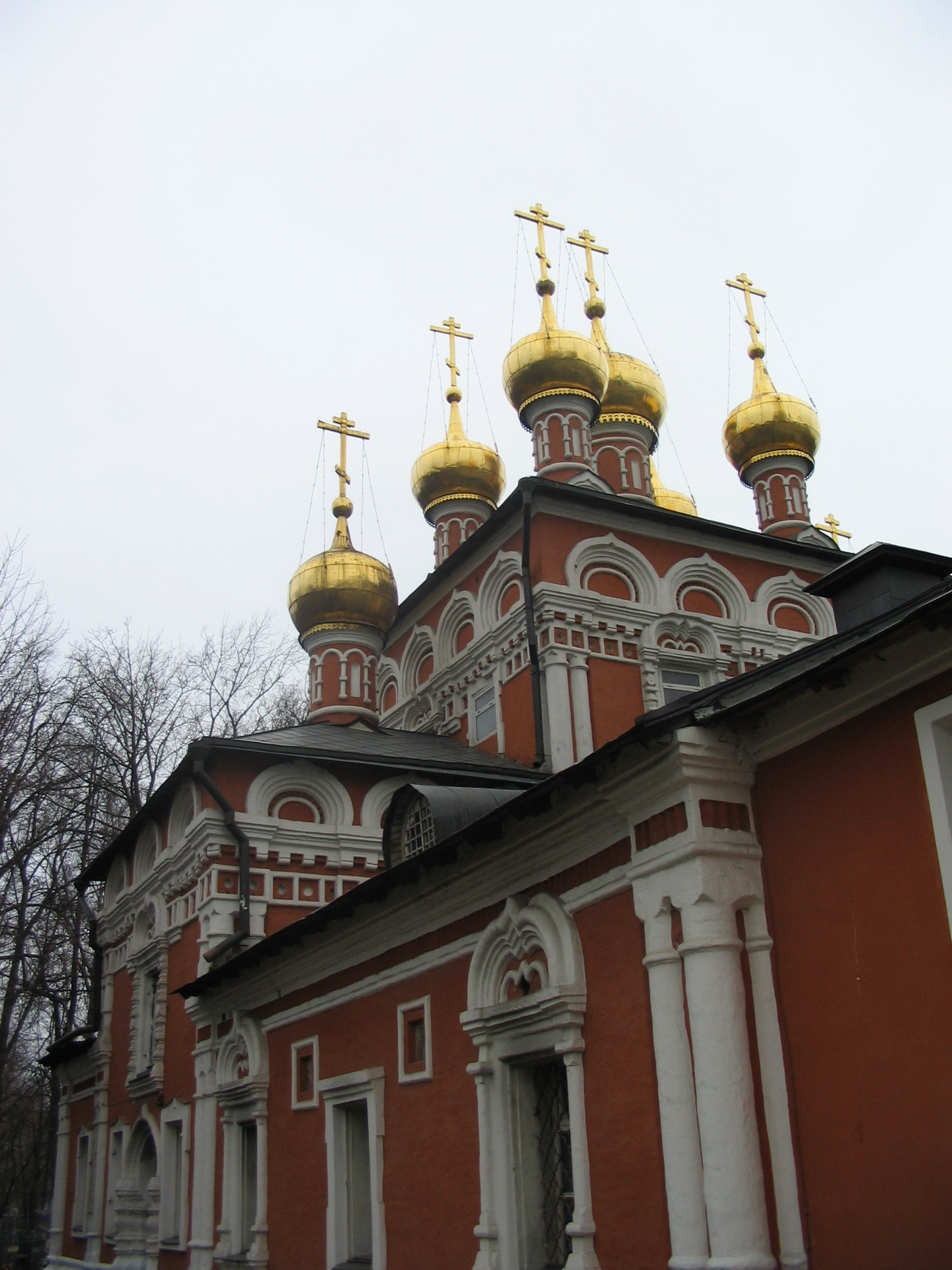
Пятиглавый храм Рождества. 1676
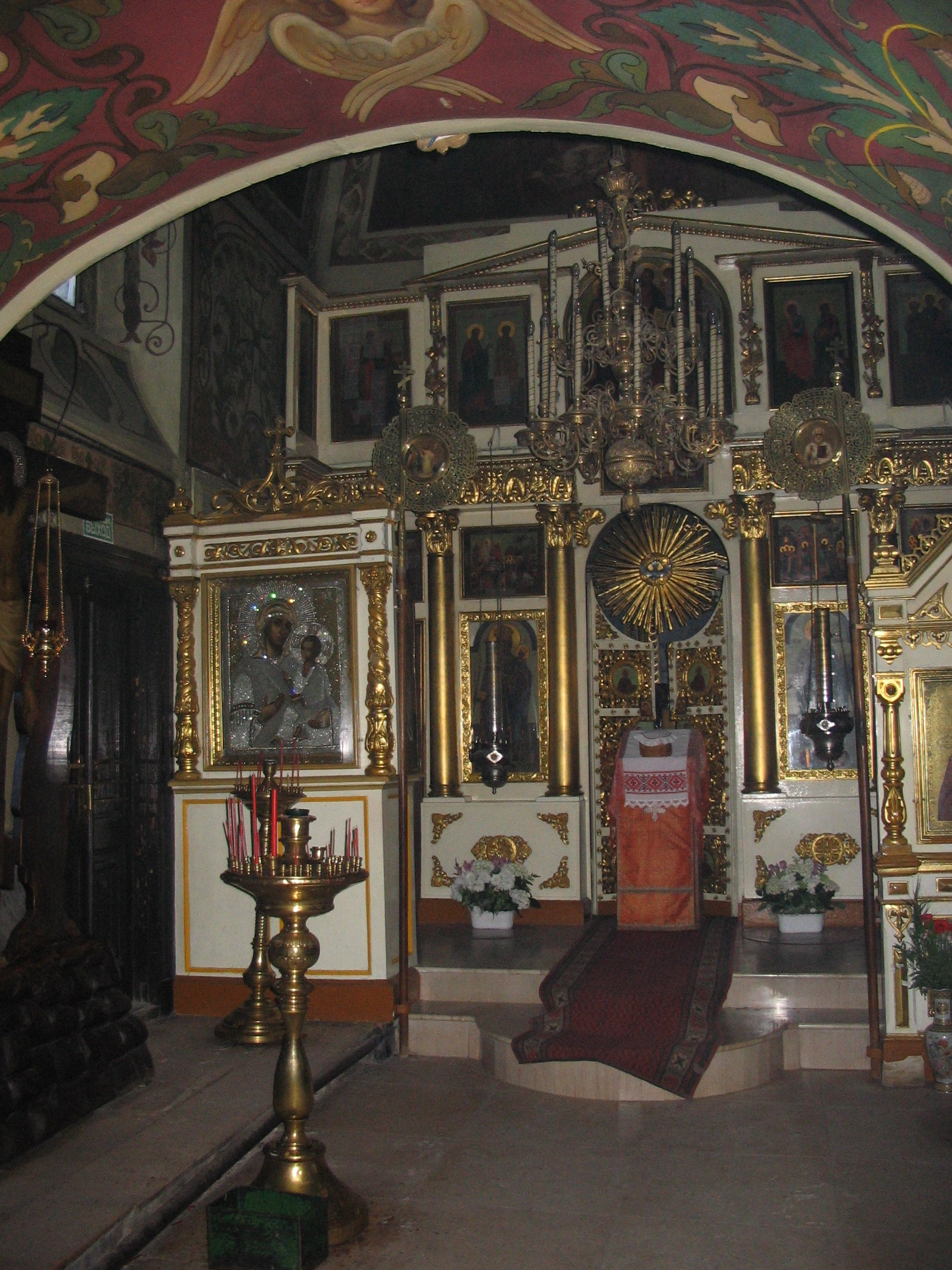
Иконостас Никольского придела
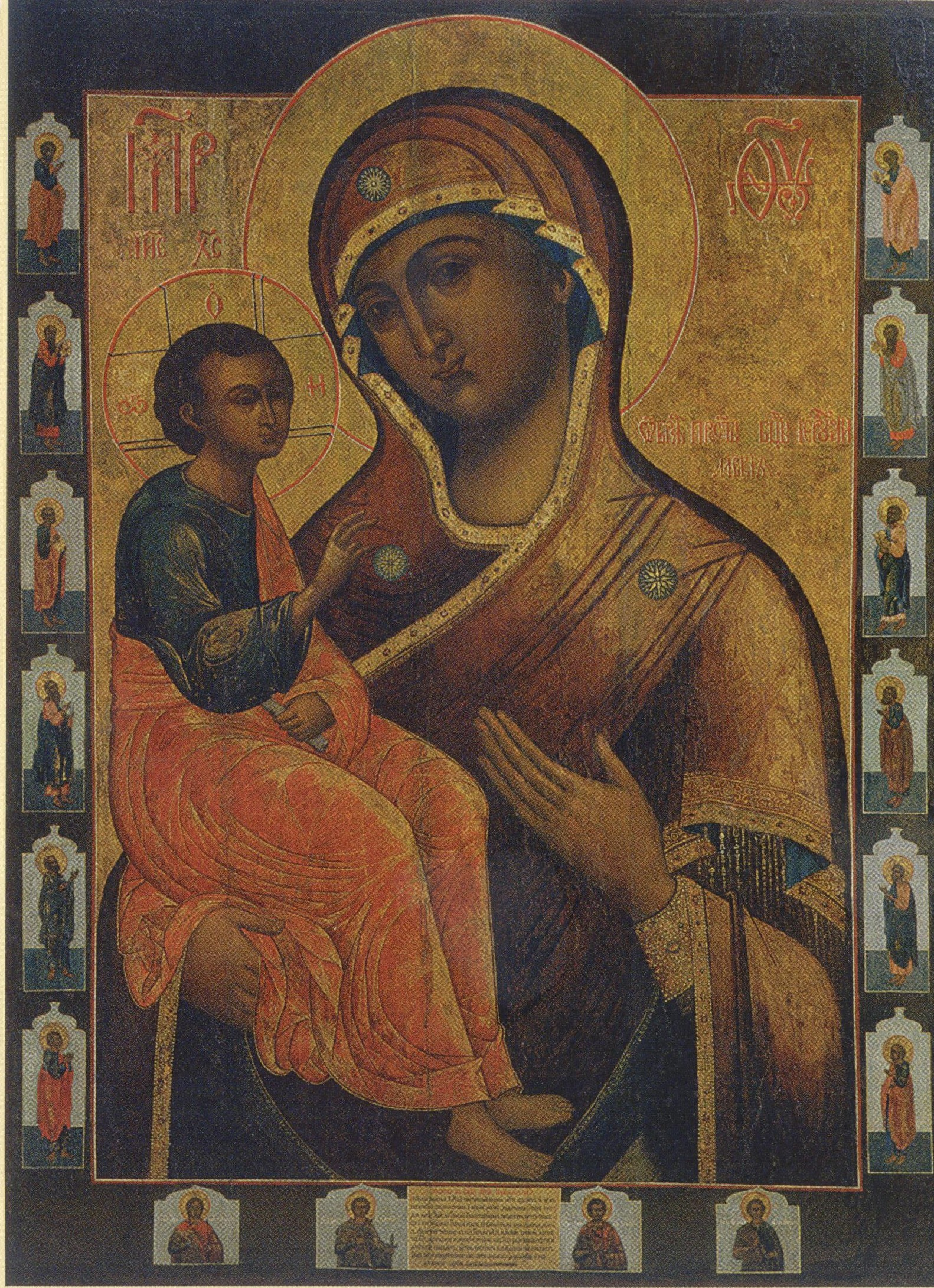
Иерусалимская икона Божией Матери

## Духовенство
- Настоятель храма — архимандрит Александр (Елисов)
- Протоиерей Владимир Кутикин
- Протоиерей Евгений Зуев
- Иерей Сергий Мелешко
- Иерей Виктор Родин
- Диакон Владимир Исаков
- Диакон Сергий Шмонин[5]